# Sinagoga Simó Attias
La sinagoga Simó Attias és un temple del segle xix, que es troba a Esauira, al Marroc, en una ciutat antigament coneguda com a Mogador. El temple és també conegut amb els noms de Beth Ha-Knesset Simó Attias, Msod Attias, i Shaarei Tefilah. El temple va ser construït en 1882.
La sinagoga forma part d'una obra de maçoneria, l'edifici també contenia la llar del jueu Simó Attias. Una única i gran porta amb forma d'arc de ferradura, condueix fins a l'interior de l'edifici.
La sinagoga es troba en la segona planta. En la planta baixa hi havia botigues. La tercera planta contenia les oficines dels tribunals rabínics, que resolien casos personals i comercials. La sinagoga és un espai de dues plantes, amb unes finestres amb forma d'arcs llargs i rodons, i una sala per a les dones.
L'interior de fusta va ser tallat a Londres. La gran arca de fusta que conté la Torà, unes columnes destacades, i un frontó arrodonit, està decorada amb talles florals. Un gran nombre de llums commemoratius van sobreviure en 1993, incloent un llum en memòria de Simó Attias, que va morir en 1892. En 1993, la sinagoga estava en bones condicions. En 2009, estava tancada per restauració, i va ser convertida en un museu.